# Lussault-sur-Loire
Lussault-sur-Loire är en kommun i departementet Indre-et-Loire i regionen Centre-Val de Loire i de centrala delarna av Frankrike. Kommunen ligger i kantonen Amboise som tillhör arrondissementet Tours. År 2022 hade Lussault-sur-Loire 890 invånare.

## Befolkningsutveckling
Antalet invånare i kommunen Lussault-sur-Loire
Referens:INSEE